# 莫利和奧特伍德 (英國國會選區)
莫利和奧特伍德（英語：Morley and Outwood），英國國會一自治市選區，包括英格蘭約克郡-亨伯西約克郡中部、利茲西南部以及韋克菲爾德市西北部共五個地方選區。
創設於2010年。工黨的埃德·鮑斯在2010年大選中以37.6%選票成功當選。2015年大選中保守黨的Andrea Jenkyns當選。